# Estación de Madrid Río
Madrid Río es una futura estación de la línea 11 del Metro de Madrid situada junto al parque homónimo, a la altura de la calle Valdelaguna, en el distrito de Arganzuela. Forma parte del proyecto de ampliación de la línea 11 entre las estaciones de Plaza Elíptica y Conde de Casal, siendo junto a la estación de Comillas una de las dos estaciones de nueva creación.
Si bien no existe una fecha confirmada para su apertura al público, las obras empezaron el 1 de noviembre de 2022 y tienen un plazo aproximado de 42 meses. Se proyecta su apertura al público para enero 2028.

## Conflicto por la tala de árboles
En el plan original del ayuntamiento y el gobierno de la Comunidad de Madrid la ubicación de la estación requiere la tala de un grupo de árboles centenarios del Parque de Arganzuela, la práctica totalidad de los árboles más altos y frondosos del parque. Los vecinos de la zona y grupos ecologistas han demandado que la estación se mueva a un sitio que no suponga privar a la zona vecinal de una de las pocas áreas de sombra vegetal que queda en la zona, ya que el cercano Madrid Río está casi totalmente asfaltado y los árboles de porte pequeño y recién plantados.
Entre los sitios alternativos propuestos por los vecinos está el adyacente Paseo de Yeserías, más cercano a los edificios lo que además acortaría la distancia a la estación. El Consistorio y a la Comunidad aportaron planos según los cuales las canalizaciones de agua existentes bajo el paseo impedirían el emplazamiento de la estación en ese lugar. El 21 de agosto de 2023 el partido Más Madrid denunció que los planos originales del Canal de Isabel II se contradecían con los suministrados por Ayuso y Almeida, donde se observa que se habría manipulado la ubicación de las canalizaciones para justificar la tala de árboles. De acuerdo a Más Madrid:

"Lo hemos denunciado reiteradamente: son muchas, y muy graves, las irregularidades que contiene el proyecto de construcción de la estación de Madrid Río, al que hemos presentado numerosas alegaciones, pero esto sobrepasa ya los límites de la irregularidad administrativa y se mete de lleno en el código penal".

"Lo vamos a solicitar una vez más: coloquen, sitúen, la estación de Madrid Río fuera del parque de Arganzuela. No es necesario talar los árboles, se puede volver a la ubicación original, y este empeño en no hacerlo así no tiene explicación alguna. Haremos responsables a los políticos de toda las manipulaciones e irregularidades que se estén cometiendo en este sentido", advierte el edil de Más Madrid.
Fernando Heredia 